# 衞榮光
卫荣光（1826年—1892年），字静澜，河南新乡人。清朝政治人物。咸豐二年壬子科进士，官至山西巡抚。

## 生平
卫荣光为道光二十六年（1846年）举人。咸丰二年（1852年）中进士，选庶吉士，散馆授编修。咸丰九年（1859年），经湖北巡抚胡林翼奏调，随荆州将军多隆阿攻剿黄州各郡的太平军，并转战入安徽，克复太湖、潜山。胡林翼逝世後，还京供职，途径新乡县时，恰逢捻军从山东入境，便与新乡县知县丁士选共同守城。
同治元年（1862年），入京师，补翰林院侍讲。次年，擢为侍讲学士，同年授予济东泰武临道，代理山东盐运使、按察使。同治四年（1865年），山东巡抚阎敬铭委任其督办河防，围剿捻军赖文光、张总愚所部。同治六年（1867年），卸盐运使职，仍兼任按察使。不久，因父忧归。同治十二年（1873年），起用为江安粮道，署按察使。光绪元年（1875年），授安徽按察使，迁浙江布政使。又因母忧退职，守丧结束，授山西巡抚。光绪八年（1882年），调至江苏。光绪九年，卫荣光参与修建宁波炮台。光绪十二年（1886年），调浙江巡抚，再调山西。因病乞休。1892年卒於家乡。

## 家庭
祖卫殿华，附贡生。父卫世杰，廪贡生，曾任河内县教谕。有子卫献玫。

## 延伸阅读
[在维基数据编辑]
 《清史稿·卷447》，出自趙爾巽《清史稿》